# Colours of Ostrava
Colours of Ostrava je multižánrový hudební festival každoročně pořádaný od roku 2002 v Ostravě. První ročník festivalu v roce 2002 se konal v centru Ostravy v oblasti Stodolní ulice, na výstavišti Černá louka a v klubu Boomerang. Postupně festival rostl a ze Stodolní ulice se přenesl do prostoru Slezskoostravského hradu a na další místa v centru Ostravy. Od roku 2012 se festival koná v průmyslovém areálu národní kulturní památky Dolní oblast Vítkovice nedaleko centra Ostravy.
V historii na festivalu vystoupila řada umělců, např. The Cure, Florence + The Machine, Imagine Dragons, Björk, Norah Jones, Jamiroquai, Grinderman, Robert Plant, Justice, Kasabian, Rudimental, Zaz, Mika, Alanis Morissette, N.E.R.D., Kygo, Jessie J, Grace Jones, The Cranberries, Sinéad O'Connor, Bobby McFerrin, Mariza, Salif Keita, Jamie Cullum, Janelle Monáe, The Flaming Lips, Antony and the Johnsons, alt-J, LP, Midnight Oil, Moderat, Jan Garbarek, Gipsy Kings, Kronos Quartet, Rag'n'Bone Man, MØ, Years & Years, Tom Walker, Michael Nyman, Sergent Pépère nebo Animal Collective, tak i kvalitní jména z oblasti jazzu, world music, rocku, popu i alternativy. Festival nabízí také doprovodný program – divadla, workshopy, diskuse, filmy apod.
Colours of Ostrava je držitelem ceny Anděl za Hudební událost roku 2005 a 2006. Zároveň získal ocenění za nejlepší hudební akci roku 2004, 2005 a 2006 v anketě ALMA (Akropolis Live Music Awards) v kategorii koncert/festival roku. V roce 2015, 2017 a 2018 se probojoval na shortlist Best Major Festivals v rámci European Festival Awards. Na domácí půdě získal ocenění Czech Superbrands 2015. V roce 2016 jej deník The Guardian zařadil mezi 10 nejlepších festivalů Evropy.     
| Ředitelé festivalu | Ředitelé festivalu |  |
| ------------------ | ------------------ |  |
| Zlata Holušová     | 2002 - 2025        |  |
| Filip Košťálek     | od 2026            |  |

Od roku 2016 se koná souběžně s festivalem mezinárodní diskusní fórum Meltingpot.
Pro přepravu návštěvníků do okolních obcí a měst z tohoto festivalu společně s festivalem Beats for Love bývají vypravovány i speciální noční vlaky.
Poslední, 21. ročník se uskutečnil od středy 17. července do soboty 20. července 2024.

## Ročníky a účinkující

### 2002
Prvního ročníku se zúčastnilo více než 300 muzikantů z 50 hudebních skupin a 24 DJ's, z počtu účinkujících bylo 14 zahraničních, včetně: Senses (Francie), Transsylvanians (Maďarsko + Německo), Uado Taraban (Polsko), Carantuohill (Polsko), Africa Mma – festival se odehrál na šesti scénách (3 vnější a 3 vnitřní).

### 2003
Druhého ročníku se zúčastnilo více než 500 muzikantů z 60 hudebních skupin a 27 DJ's, z počtu účinkujících bylo 16 zahraničních, včetně: Goran Bregović & Wedding and Funeral Band (východní Evropa), Geoffrey Oryema (Uganda), Kosheen (Velká Británie), Oi-Va-Voi (Velká Británie), Sheva (Israel), Te Vaka (Polynézie), ZikFa (Francie), Drum Machina (Polsko), Hey (Polsko), Korai Öröm (Maďarsko) – festival se konal na deseti scénách (6 vnějších a 4 vnitřních).

### 2004
Třetího ročníku se zúčastnilo více než 384 hudebníků z 64 hudebních skupin a i 22 DJ's, z počtu účinkujících bylo 26 zahraničních, včetně: Natacha Atlas (Velká Británie), Bob Geldof (Velká Británie), Rachid Taha (Alžírsko/Francie), Zion Train (Velká Británie), So Kalmery (Demokratická republika Kongo), Duoud (Alžírsko/Francie), Kanjar'Oc (Francie), Urban Trad (Belgie), Oyster band (Velká Británie), B. Traore (Mali), Elliot Murphy (USA/Francie), UR'IA (Bělorusko), Haydamaky (Ukrajina) – festival se konal na sedmi scénách (4 vnější a 3 vnitřní).

### 2005
Čtvrtého ročníku se zúčastnilo přes 700 hudebníků z více než 100 hudebních skupin a 25 DJ's, z počtu účinkujících bylo 30 zahraničních, včetně: George Clinton Parliament/Funkadelic (USA), Asian Dub Foundation (Velká Británie), Fun-Da-Mental (Velká Británie), Transglobal Underground (Velká Británie), Alabama3 (Velká Británie), Mariza (Portugalsko), The Klezmatics (USA), Farlanders (Rusko), Septeto Nacional (Kuba), Enzo Avitabile (Itálie), Daara J, Alif (Senegal) – festival se odehrál na osmi scénách (6 vnějších 2 vnitřních).

### 2006
Pátého ročníku se zúčastnilo přes 750 hudebníků ze 123 hudebních skupin, z počtu účinkujících bylo 33 zahraničních, včetně: Salif Keita, Robert Plant, Gogol Bordello, Resin Dogs, The Frames, Delirious?, Woven Hand, Cheikh Lo, Senses, Rabasa, Oojami, Mariem Hasan, Titi Robin, Mojmir Novakovic, Dubioza, Zakopower, Bingui Jaa Jammy, Zagar, Sergent Pépère, Funset, Canaman, Stephan Micus – festival se konal na 12 scénách (6 vnějších a 6 vnitřních).

### 2007
Na šestém ročníku festivalu se představili mimo jiné: Marianne Faithfull, Mando Diao, Bajofondo Tango Club, Gipsy Kings, Coldcut, Yungchen Lhamo, Vinicio Capossela, Orange Blossom, The Idan Raichel Project, Ba Cissoko, Goran Bregović, Richard Bona, Balkan Beat Box, Watcha clan, Janna Gasparyan, Salsa Celtica, Alfonso X, OSB Crew, CocoRosie, David Hykes, Martyna Jakubowicz, Saucy Monky.

### 2008
Na sedmém ročníku festivalu se představili mimo jiné: Sinéad O'Connor, Goldfrapp, Happy Mondays, Jan Garbarek Group a Trilok Gurtu, Gogol Bordello, Habib Koité, The Dandy Warhols, Koop, Lou Rhodes, Shantel a Bucovina Club Orkestar, Daby Toure, Hawkwind, Noa, Sergant Garcia, Inga Liljestrom, Craig Adams a The Higher Dimension Praise, Recycler, Tim Eriksem, Tanya Tagaq, Les Boukakes, Irfan, Deva Premal a Miten, Tosh Meets Marley, A Filleta, a mnoho dalších.

### 2009
Na osmém ročníku festivalu se představilo 99 hudebních skupin (35 zahraničních), včetně: Ahn Trio, Asian Dub Foundation, David Byrne, Jamie Cullum, Jape, Johnny Clegg, Jon Anderson, KTU, LA-33, Michael Nyman Band, Morcheeba, Maceo Parker, Mamady Keita, Mercury Rev, N.O.H.A., Seun Kuti & Egypt 80, Speed Caravan, Stereo MCs, Diwan Project, Nina Stiller, Dikanda, Glenn Kaiser Band, The Violet Burning, Terl Bryant & Red Drum, Svjata Vatra, a mnoho dalších.

### 2010
Devátého ročníku festivalu se zúčastnilo 154 hudebních skupin mezi kterými byli například: Iggy & The Stooges, The Cranberries, Regina Spektor, Afro Celt Sound System, The Gypsy Queens and Kings, Jaga Jazzist, El Gran Silencio, Erik Truffaz Paris Project, Porcupine Tree, Dulsori, Peyoti for President, Alamaailman Vasarat, Huong Thanh, A Hawk and a Hacksaw, Valravn, Fernando Saunders (US) a mnoho dalších.

### 2011
Na desátém ročníku se představili Grinderman (Velká Británie), Salif Keita (Mali), Public Image Ltd (Velká Británie), Yann Tiersen (Francie), Clannad (Irsko), Balkan Brass Battle (Rumunsko / Srbsko), Swans (US), Apollo 440 (Velká Británie), Brendan Perry (Velká Británie), Santigold (US), The Horrors (Velká Británie), Semi Precious Weapons (US), The Herbaliser (Velká Británie), Blackfield (Velká Británie/Izrael), Lisa Hannigan (Irsko), Joan As Police Woman (USA), Andreya Triana (Velká Británie), N.O.H.A.– Circus Underground (Španělsko, Německo, USA, ČR), Mono (Japonsko), Dubioza kolektiv (Bosna a Hercegovina), Luísa Maita (Brazílie), Bomba Estéreo (Kolumbie), La Shica (Španělsko), SMOD (Mali), Sam Karpienia (Francie), Stephan Micus (Německo), David Hykes (US), Moana and the Tribe (Nový Zéland), L'Orchestre International du Vetex (Belgie), Aranis (Belgie), Frank Yamma (Austrálie), Oudaden (Maroko), Anomie Belle (US), Cedric Watson (US), Electric Wire Hustle (Nový Zéland), Fernando Saunders (US), Hazmat Modine (US), Nils Petter Molvær / Jan Bang (US), Miles Benjamin Anthony Robinson (US), Paramount Styles (US), Rain Machine (US), Roy Ayers (US), Tortured Soul (US) a mnoho dalších.

### 2012
Na jedenáctém ročníku se představili Alanis Morissette (Kanada), Bobby McFerrin (USA), The Flaming Lips (USA), Zaz (Francie), Janelle Monáe (US), Antony and the Johnsons (Velká Británie/USA), Rufus Wainwright and his Band (US / Kanada), Animal Collective (USA), Infected Mushroom (Izrael / USA), Mogwai (Velká Británie), Parov Stelar Band (Rakousko), Kronos Quartet / Kimmo Pohjonen / Samuli Kosminen - Uniko (USA / Finsko), Fink (Velká Británie), Hugh Masekela (JAR), Ibrahim Maalouf (Libanon), Staff Benda Bilili (Kongo), Orquesta Típica Fernández Fierro (Argentina), Banco de Gaia (Velká Británie), Celso Piña (Mexiko), Hjaltalín (Island), Portico Quartet (Velká Británie), Tamikrest (Mali), Katzenjammer (Norsko), Quique Neira & Najavibes (Chile), Gangpol & Mit (Francie), Ewert and The Two Dragons (Estonsko), GaBlé (Francie), R.U.T.A. (Polsko), Acollective (Izrael), Shtetl Superstars (Velká Británie, Německo, Itálie, Ukrajina, Izrael), Barons Of Tang (Austrálie), Bassekou Kouyate & Ngoni Ba (Mali), Euzen (Dánsko), Dánjal (Faerské ostrovy / Dánsko), Sauti Sol (Keňa), Árstíðir (Island), Rubik (Finsko), Lindigo (Réunion / Francie), Ensemble Yaman (Izrael), Sea and Air (Německo), The Creole Choir of Cuba (Kuba / Haiti), Svjata Vatra (Estonsko/Ukrajina) a mnoho dalších...

### 2013
Na dvanáctém rončíku se představili Sigur Rós (Island), Jamie Cullum (Velká Británie), The xx (Velká Británie), The Knife (Švédsko), Tomahawk (USA), Damien Rice (Irsko), Bonobo (Velká Británie), Asaf Avidan (Izrael), Woodkid (Francie), Dub FX (Austrálie), Devendra Banhart (US), Tiken Jah Fakoly (Pobřeží slonoviny), Rokia Traoré (Mali) nebo Inspiral Carpets (Velká Británie).
Dále například Jon Hassell (USA), Sara Tavares (Portugalsko), Submotion Orchestra (Velká Británie), Acoustic Africa (Pobřeží slonoviny, Kamerun, Mali), Fanfara Tirana meets Transglobal Underground (Velká Británie / Albánie), Balkan Beat Box (Izrael), Botanica (USA), Girls Against Boys (USA), The Bots (USA), Dr. Meaker (Velká Británie), Maria Peszek (Polsko), Sam Lee (Velká Británie), Aziz Sahmaoui & University of Gnawa (Maroko), Savina Yannatou & Primavera en Salonic (Řecko), Dhafer Youssef (Tunisko), Amparo Sánchez (Španělsko), Kumbia Queers (Argentina), Anna Maria Jopek (Polsko), Mama Marjas (Itálie), Irie Révoltés (Německo), Duke Special (Severní Irsko), Mich Gerber (Švýcarsko), Gin Ga (Rakousko), Russkaja (Rakousko), celá Drive stage se sedmnácti kapelami z celého světa.

### 2014

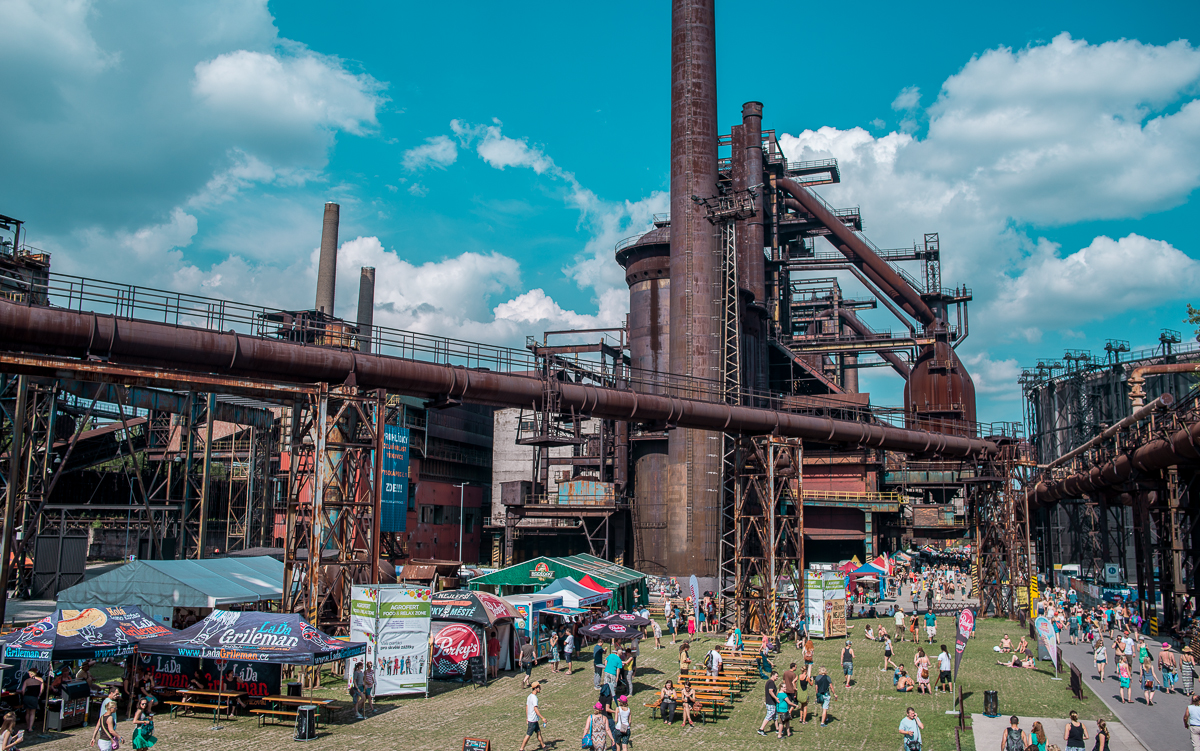
Colours of Ostrava 2014, Dolní oblast Vítkovice

Na třináctém ročníku se představili Robert Plant (Velká Británie), The National (USA), ZAZ (Francie), MGMT (USA), Bastille (Velká Británie), John Newman (Velká Británie), John Butler Trio (Austrálie), Angélique Kidjo (Benin), Chet Faker (Austrálie), Emilíana Torrini (Island), Trentemøller (Dánsko), Seasick Steve (USA), Jamie Woon (Velká Británie), The Asteroids Galaxy Tour (Dánsko), Ólafur Arnalds (Island), MØ (Dánsko), John Grant (USA), Shaka Ponk (Francie), Charles Bradley And His Extraordinaires (USA), Goat (Švédsko), Les Tambours du Bronx (Francie), Hidden Orchestra (Velká Británie).

### 2015
Na čtrnáctém ročníku se představili Björk (Island), Kasabian (Velká Británie), Rudimental (Velká Británie), St.Vincent (USA), Mika (Velká Británie), Caribou (Kanada), Clean Bandit (Velká Británie), José González (Švédsko), The Cinematic Orchestra (Velká Británie), Rodrigo y Gabriela (Mexiko), Klangkarussell (Rakousko), HVOB (Rakousko), Swans (USA).

### 2016
Na patnáctém ročníku se představilo 130 hudebních skupin (76 ze zahraničí, 54 z Česka), včetně: Tame Impala (Austrálie), Of Monsters and Men (Island), M83 (Francie), Passenger (Nizozemí), Thievery Corporation, Kodaline (Irsko), The Vaccines (Velká Británie), Caro Emeraldová (Nizozemí), Underworld (Velká Británie), Sharon Kovacs (Nizozemí), Monkey Business (Česko), Mydy (Česko), Lake Malawi, Barbora Poláková (Česko), Ohm Square (Česko), Republic of Two (Česko), DVA (Česko), Ivan Hlas Trio (Česko), Už jsme doma (Česko), Terne Čhave (Česko) a další...

### 2017
Šestnáctý ročník byl první ročník, který byl zcela vyprodán, návštěvnické náramky byly poprvé vybaveny čipy. Na 20 venkovních i krytých scénách účinkovalo přes 132 hudebních skupin (80 zahraničních a 52 z Česka), včetně: Imagine Dragons (USA), alt-J (Velká Británie), Norah Jones (USA), Jamiroquai (Velká Británie), Midnight Oil (Austrálie), Moderat (Německo), Birdy (Velká Británie), LP (USA), Laura Mvula (Velká Británie), Benjamin Clementine (Velká Británie), Unkle (Velká Británie), Michael Kiwanuka (Velká Británie), Justice (Francie), Walking on Cars (Irsko), Michal Hrůza + Janáčkova filharmonie (Česko), Aneta Langerová (Česko), Tata Bojs (Česko), Zrní (Česko), Vložte kočku (Česko) a další...

### 2018
Na sedmnáctém ročníku se na 21 venkovních i krytých scénách účinkovalo přes 143 hudebních skupin (78 zahraničních a 65 z Česka), včetně: N.E.R.D. s Pharrellem Williamsem (USA), Kygo (Norsko), Jessie J (Velká Británie), George Ezra (Velká Británie), Joss Stone (Velká Británie), Grace Jones (Jamajka), Kaleo (Island), Future Island (USA), Beth Ditto (USA), Paul Kalkbrenner (Německo), Ziggy Marley (Jamajka), Cigarettes After Sex (USA), Mura Masa (Velká Británie), Oumou Sangaré (Mali), Jon Hopkins (Velká Británie), Calexico (USA), Aurora (Norsko), Slaves (Velká Británie).

### 2019
Na osmnáctém ročníku se na 24 venkovních i krytých scénách účinkovalo přes 130 kapel z 31 zemí světa včetně: Florence + The Machine (Velká Británie), Rag'n'Bone Man (Velká Británie), The Cure (Velká Británie), Mariza (Portugalsko), Zaz (Francie), MØ (Dánsko), Years & Years (Velká Británie), Tom Walker (Velká Británie), Mogwai (Velká Británie), Shaka Ponk (Francie), The John Butler Trio (Austrálie), Hiromi Uehara (Japonsko), Ólafur Arnalds (Island), Kronos Quartet (USA), Xavier Rudd (Austrálie), Lewis Capaldi (Velká Británie).

### 2020
Devatenáctý ročník se měl konat od 15. července do 18. července 2020, ale na nařízení vlády ohledně pandemie covidu-19 se festivaly v roce 2020 nekonaly. Měli zde účinkovat tito umělci: Twenty One Pilots (USA), The Killers (USA), Martin Garrix (Nizozemsko), Sigrid (Norsko), LP (USA), The Lumineers (USA), Tones and I (Austrálie), Wardruna (Norsko), Youssou N´Dour (Senegal), Meute (Německo), The Hatters (Rusko), Bazzookas (Nizozemsko).

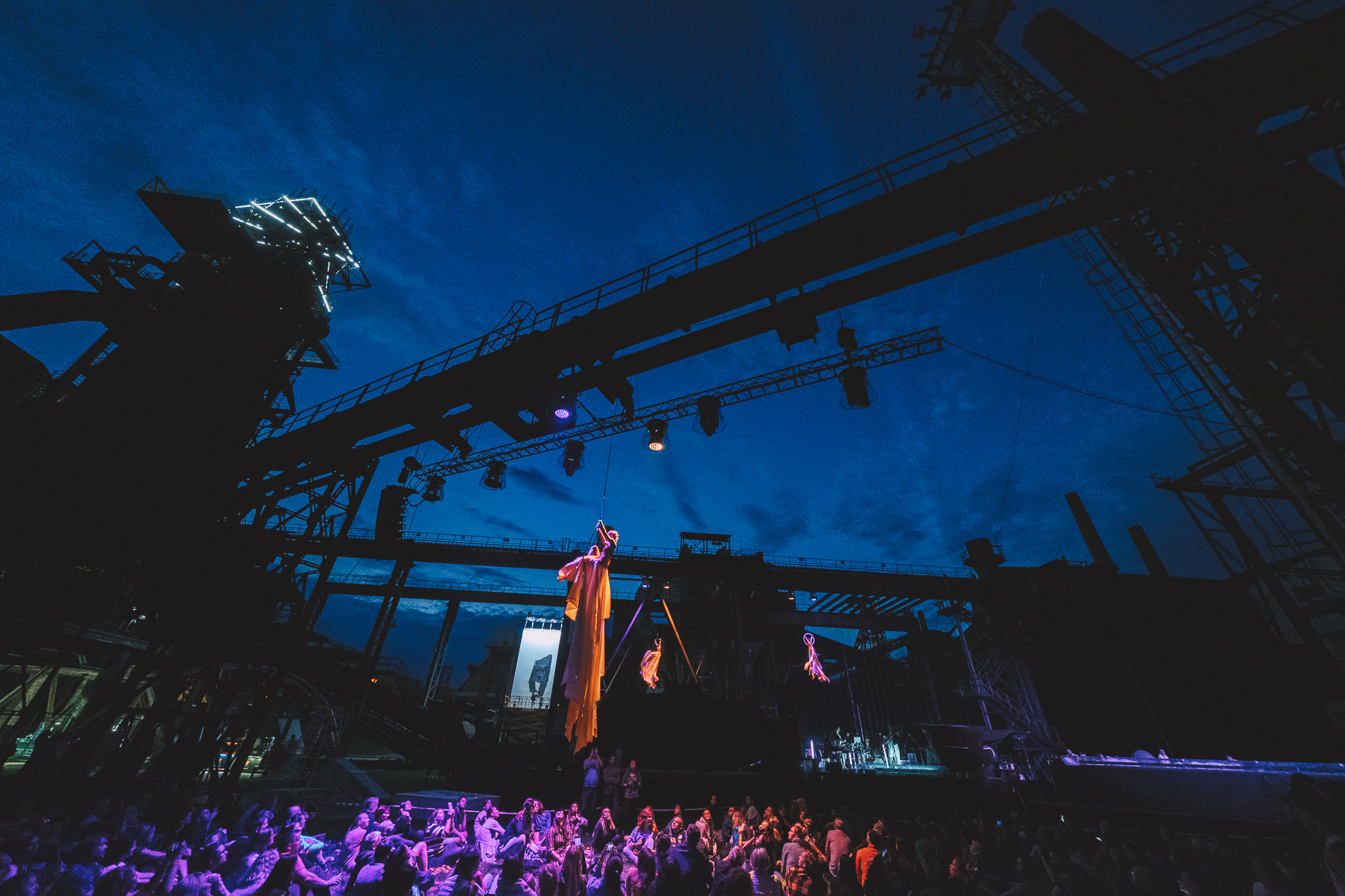
Cirk La Putyka na NeFestival Colours of Ostrava 2020. Foto: Filip Kůstka

Místo toho uspořádal festival Colours of Ostrava v Dolních Vítkovicích tzv. NeFestival Colours of Ostrava pro maximálně povolený počet 1 000 návštěvníků. První den proběhl v areálu festivalu unikátní jednorázový projekt novocirkusového souboru Cirk La Putyka, který byl streamován na sociálních sítích festivalu, a živé koncerty kapel Tata Bojs a Voxel. Přeložený festival Colours of Ostrava připomněly tento večer v místě jeho původně plánovaných scén tzv. světelné sloupy. Druhý den z důvodu koronavirových opatření omezujících cestování mezi evropskými zeměmi nemohla přijet kapela Dubioza Kolektiv, festival se proto rozhodl uspořádat Den s fanoušky přístupný zdarma – s projekcemi koncertů, vystoupeními českých kapel apod. Po dvou dnech tento původně čtyřdenní festival musel být zrušen z důvodu snížení povolené kapacity hromadných akcí ze strany Krajské hygienické stanice v Ostravě. Zlata Holušová označila jednání orgánů veřejné správy za „nehorázné, nemravné a ekonomicky devastující“. Zrušení festivalu bylo jedním z důvodů pro ostravské demonstrace proti Krajské hygienické stanici i ministru zdravotnictví.

### 2021
Představit se měli především umělci nasmlouvaní na rok 2020 – např. Twenty One Pilots (USA), The Killers (USA), Martin Garrix (Nizozemsko), LP (USA), The Lumineers (USA), Princess Nokia (USA), Wardruna (Norsko), Youssou N´Dour (Senegal), Dubioza Kolektiv (Bosna a Hercegovina), Meduza (Itálie), Black Pumas (USA), Sleaford Mods (Spojené království), Tindersticks (Spojené království), Larkin Poe (USA), Phoebe Bridgers (USA), Meute (Německo), The Hatters (Rusko), Bazzookas (Nizozemsko), Hiromi (Japonsko), Marina Satti & Fonés (Řecko), Darkstar (Velká Británie).
Na konci března bylo oznámeno, že se festival neuskuteční. Důvodem podle ředitelky Holušové byla nejasná vyhlídka na letní měsíce v době, kdy v Česku kulminovala zimní vlna pandemie koronaviru.

### 2022
Po dvou letech se vrátil festival ve své tradiční podobě. Na devatenáctém ročníku vystoupila většina interpretů, kteří se měli objevit na zrušených ročnících: Twenty One Pilots (USA), The Killers (USA), Martin Garrix (Nizozemsko), LP (USA), Princess Nokia (USA), Wardruna (Norsko), Meduza (Itálie), Larkin Poe (USA), Phoebe Bridgers (USA), Bazzookas (Nizozemsko), Hiromi (Japonsko), Marina Satti & Fonés (Řecko), Darkstar (Spojené království) či Tindersticks (Spojené království). Mezi dalšími se zúčastnili například finalista Eurovision Song Contest 2022 Sam Ryder (Spojené království), Franz Ferdinand (Skotsko), Kings of Convenience (Norsko), Cirk La Putyka (Česko), Balaklava Blues (Kanada, Ukrajina), Voice of Baceprot (Indonésie) nebo The Tune (Jižní Korea).

### 2023
Na jubilejní dvacátém ročníku vystoupili OneRepublic (Spojené státy), Macklemore (Spojené státy), Interpol (Spojené státy),  Jacob Collier (Spojené království), Purple Disco Machine (Německo), Niall Horan (Irsko), Tom Grennan (Velká Británie), Gilberto Gil (Brazílie), Ewa Farna (Česko),Ben Cristovao (Česko), Monkey Business (Česko), Chinaski (Česko), Vypsaná fiXa (Česko). Vystoupit měli i Ellie Goulding, která byla ze zdravotních důvodů nucena čtvrteční koncert zrušit, a Burna Boy, jehož vystoupení bylo zrušeno pár minut před jeho začátkem. Jako oficiální důvod nigerisjký zpěvák uvedl technické závady na jeho osobním letadle.

### 2024
Na dvacátém prvním ročníku se představili Lenny Kravitz (Spojené státy), Sam Smith (Velká Británie), James Blake (Velká Británie), Gary Clark Jr. (Spojené státy), Sean Paul (Jamajka), Zara Larsson (Švédsko), Khruangbin (Spojené státy), Bat for Lashes (Velká Británie), Dennis Lloyd (Izrael), Sevdaliza (Írán, Nizozemsko), Gogol Bordello (Spojené státy), D.Y.K. (Česko), Lenny (Česko), Bratři Erbenové (Česko), Tata Bojs (Česko), Mig 21 (Česko), Jordan Haj & Emma Smetana (Česko), Aneta Langerová (Česko), Sunnbrella (Česko), Adonxs (Slovensko) a další...
Vystoupit měli i Queens of the Stone Age, kteří ale ze zdravotních důvodů byli nuceni čtvrteční koncert i celé jejich turné zrušit. Organizátoři okamžitě zareagovali a oslovili nejrůznější možné interprety, a tak místo kapely americký vystoupil Tom Morello.

### 2025
Na dvacátém druhém ročníku se představili ze zahraničí The Chainsmokers, Mark Ambor, Alvaro Soler, Sting, Snow Patrol, Matt Felix, Pauli the PSM a mnoho dalsich, z české a slovenské scény Ben Cristovao, Rychlí Kluci, Bez ladu a skladu, Calin, Dan Bárta & Illustratosphere, J.A.R., Kairos Kid, Marcell & Fiedlerski, Mat213, Moře dní, Nedivoč, Rychlí kluci, Vladimir 518 a 7krát3, WWW NEUROBEAT.

## Návštěvnost
Návštěvnost na festivalu se zvyšovala až do roku 2015, bylo to umožněno například přesunem do Dolní oblasti Vítkovice v roce 2012, která umožnila větší rozsah areálu než je na Slezskoostravském hradě. K poklesu návštěvnosti došlo vlivem počasí a programu festivalu v roce 2016, kdy se organizátoři poprvé rozhodli nezveřejňovat počet návštěvníků.
| Roč. | Rok  | Datum                            | Návštěvnost                      | Umístění                         |
| ---- | ---- | -------------------------------- | -------------------------------- | -------------------------------- |
| 1.   | 2002 | 12.–13.7.                        | 8 000                            | centrum Ostravy                  |
| 2.   | 2003 | 11.–12.7.                        | 9 000                            | centrum Ostravy                  |
| 3.   | 2004 | 9.–11.7.                         | 10 000                           | Slezskoostravský hrad            |
| 4.   | 2005 | 8.–10.7.                         | 12 000                           | Slezskoostravský hrad            |
| 5.   | 2006 | 20.–23.7.                        | 16 000                           | Slezskoostravský hrad            |
| 6.   | 2007 | 12.–15.7.                        | 20 000                           | Slezskoostravský hrad            |
| 7.   | 2008 | 10.–13.7.                        | 22 000                           | Slezskoostravský hrad            |
| 8.   | 2009 | 9.–12.7.                         | 25 000                           | Slezskoostravský hrad            |
| 9.   | 2010 | 15.–18.7.                        | 25 000                           | Slezskoostravský hrad            |
| 10.  | 2011 | 14.–17.7.                        | 25 000                           | Slezskoostravský hrad            |
| 11.  | 2012 | 12.–15.7.                        | 29 000                           | Dolní oblast Vítkovice           |
| 12.  | 2013 | 18.–21.7.                        | 31 500                           | Dolní oblast Vítkovice           |
| 13.  | 2014 | 17.–20.7.                        | 40 777                           | Dolní oblast Vítkovice           |
| 14.  | 2015 | 16.–19.7.                        | 43 723                           | Dolní oblast Vítkovice           |
| 15.  | 2016 | 14.–17.7.                        | —                                | Dolní oblast Vítkovice           |
| 16.  | 2017 | 19.–22.7.                        | —(vyprodáno)                     | Dolní oblast Vítkovice           |
| 17.  | 2018 | 18.–21.7.                        | —                                | Dolní oblast Vítkovice           |
| 18.  | 2019 | 17.–20.7.                        | —                                | Dolní oblast Vítkovice           |
| 19.  | 2020 | Zrušeno kvůli pandemii covidu-19 | Zrušeno kvůli pandemii covidu-19 | Zrušeno kvůli pandemii covidu-19 |
| 19.  | 2021 | Zrušeno kvůli pandemii covidu-19 | Zrušeno kvůli pandemii covidu-19 | Zrušeno kvůli pandemii covidu-19 |
| 19.  | 2022 | 13.–16.7.                        | —                                | Dolní oblast Vítkovice           |
| 20.  | 2023 | 19.–22.7.                        | —                                | Dolní oblast Vítkovice           |
| 21.  | 2024 | 17.–20.7.                        | —                                | Dolní oblast Vítkovice           |

## Ubytování
- Kemp u Slezskoostravského hradu – kapacita je 2.000 stanů
- Kemp Landek Park – kapacita je 4.000 stanů
- Hotely, penziony, hostely a další ve městě a v okolí

## Financování
Od roku 2013 byla mezi hlavními sponzory festivalu firma Agrofert. Písničkář Tomáš Klus v červenci 2018 na sociálních sítích oznámil, že na protest proti politice Andreje Babiše bude tuto akci bojkotovat. Jeho postoj následně podpořili Matěj Ruppert, Iva Pazderková a Jiří Macháček. V listopadu 2018 Agrofert oznámil, že se z úsporných důvodů rozhodl podporu Colours of Ostrava ukončit.

## Festival v ulicích
Jedná se o festival organizovaný pořadateli Colours of Ostrava zdarma v centru Ostravy od roku 2011. Tento festival je doprovodnou akci, která dříve probíhala zároveň s hlavním festivalem, od roku 2014 však probíhá před jeho začátkem. Festival v ulicích nabízí koncerty českých i zahraničních muzikantů, pouliční divadla, tanečníky, ale také workshopy a program pro děti.

## Czech Music Crossroads
Czech Music Crossroads je showcasový festival pořádaný krátce před Colours of Ostrava, spojený s panelovými diskusemi. Cílem projektu je prezentace české hudební tvorby před zahraničními odborníky. 1. ročník festivalu se konal v roce 2014.

## Kontroverze
Během Colours of Ostrava 2023 se objevila na Deníku N zpráva, že pořadatelé do areálu odmítli vpustit návštěvníky se symboly duhových barev. Jako důvod uvedli, že se jedná o propagační symbol podporující osoby s odlišnou sexuální orientací, a duhové symboly přirovnali k hákovému kříži. Ředitelka festivalu Zlata Holušová následně uvedla, že osoby kontrolující návštěvníky u vstupu nedostaly pokyn nevpouštět osoby s duhovými symboly a jedná se o selhání jednotlivce. Následně označila celou kauza ze zmedializovanou a jednání osob s duhovými symboly za provokativní.